# Derek Cianfrance

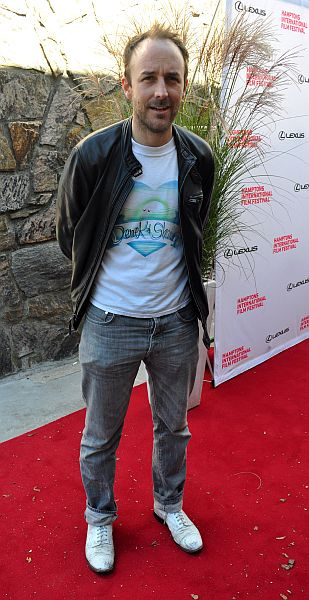
Derek Cianfrance auf dem 18. Annual Hampton Film Festival im Oktober 2010

Derek Cianfrance (* 1974 in Lakewood) ist ein US-amerikanischer Filmregisseur und Drehbuchautor. Er erlangte vor allem durch seine Filme Blue Valentine und The Place Beyond the Pines Bekanntheit.

## Leben
Derek Cianfrance wuchs in Lakewood, Colorado, als zweites von drei Kindern auf und begann schon im Alter von 13 Jahren, Filme zu machen. Später fing er dann ein Studium unter den Filmlegenden Stan Bakhage und Phil Salomon an der University of Colorado an. Im Alter von 23 Jahren entstand in Eigenregie der Film Brother Tied, welcher in Deutschland 1998 seine Premiere auf dem Internationalen Filmfestival Mannheim-Heidelberg feierte. Dort gewann er den Preis der Ökumenischen Jury. Außerdem wurde Brother Tied vielfach gelobt und gewann sechs weitere internationale Preise.
2010 drehte er Blue Valentine mit Michelle Williams und Ryan Gosling in den Hauptrollen. Dieser Film wurde ebenfalls gewürdigt und Derek Cianfrance erhielt eine Nominierung auf dem Sundance Festival für den Großen Preis der Jury. 2013 erschien sein Film The Place Beyond the Pines. 2016 verfilmte er mit The Light Between Oceans den gleichnamigen Historienroman der Autorin M. L. Stedman mit Alicia Vikander, Michael Fassbender und Rachel Weisz in den Hauptrollen.
2017 wurde er in die Academy of Motion Picture Arts and Sciences (AMPAS) aufgenommen, die jährlich die Oscars vergibt.
Derek Cianfrance ist seit 2005 mit der Regisseurin Shannon Plumb verheiratet und Vater von zwei Söhnen.

## Filmografie (Auswahl)
- 1998: Brother Tied
- 2001: Shots in the Dark (Dokumentarfilm)
- 2004: Meet the Lucky Ones (Kurzfilm)
- 2010: Blue Valentine
- 2012: Cagefighter (Dokumentarfilm)
- 2013: The Place Beyond the Pines
- 2016: The Light Between Oceans
- 2020: I Know This Much Is True (Fernsehserie, 6 Episoden)
- 2024: Exhibiting Forgiveness (Produzent)

## Auszeichnungen (Auswahl)
Internationale Filmfestspiele von Cannes
- 2010: Nominierung für den Un Certain Regard Award (Blue Valentine)
- 2010: Nominierung für die Goldene Kamera (Blue Valentine)

Film by the Sea
- 2016: Nominierung für den Film and Literature Award (The Light Between Oceans)

Sundance Film Festival
- 2003: Auszeichnung mit dem Cinematography Award – Dramatic (Streets of Legend)
- 2010: Nominierung für den Grand Jury Prize – Dramatic (Blue Valentine)

Internationale Filmfestspiele von Venedig
- 2016: Nominierung für den Goldenen Löwen (The Light Between Oceans)

Oscar
- 2021: Nominierung für das Beste Originaldrehbuch (Sound of Metal)

Zurich Film Festival
- 2010: Nominierung für das Golden Eye als bester internationaler Spielfilm (Blue Valentine)